# Abborrtjärnarna (Anundsjö socken, Ångermanland, 706170-158239)
Abborrtjärnarna är en sjö i Örnsköldsviks kommun i Ångermanland och ingår i Moälvens huvudavrinningsområde.